# Лемкуль, Владимир-Генрих Фердинандович
Владимир-Генрих Фердинандович Лемкуль (1852—1906) — полковник русской армии, герой штурма Геок-Тепе.

## Биография
Родился 14 ноября 1852 года. Образование получил в частном панисионе и пехотном юнкерском училище.
Выпущен 15 ноября 1876 года прапорщиком в армейскую пехоту. Служил в 84-м пехотном Ширванском полку.
Произведённый 12 июня 1877 года в подпоручики Лемкуль принял участие в кампании против турок в Закавказье. 8 сентября 1878 года получил чин поручика.
В 1880 году Лемкуль был направлен в Закаспийский край, сражался с туркменами в Ахалтекинском оазисе и во главе 9-й роты Ширванского полка отличился при осаде Геок-Тепе. 26 апреля 1882 года он был награждён орденом св. Георгия 4-й степени. В приказе он награждении было сказано:
По занятии обвала, поручик Лемкуль во главе роты штурмовал крепостную стену влево от обвала и, после горячей рукопашной схватки, овладел ею, взойдя на стену первым, причем вверенная ему рота потеряла в несколько секунд временн 26 нижних чинов выбывшими из строя. Овладение стеной обеспечило за нами владение обвалом и, главное, овладев стеной, поручик Лемкуль, поддержанный полуротой стрелковой роты 13-го Туркестанского линейного батальона, быстро распространился по ней, оказал содействие колонне полковника Козелкова к овладению артиллерийской брешью и обеспечил этим связь обеих штурмовых колонн, чем была обеспечена и победа.

Кроме того, офицер этот, 29-го декабря 1880 г., в день штурма Великокняжеской позиции, вызвался занять с 25-ю нижними чинами вверенной ему роты плотину, лежавшую впереди нашей позиции вблизи крепостных стен, и выполнил это опасное и полезное предприятие с полным успехом.
Продолжая службу в 84-м пехотном Ширванском полку Лемкуль 18 июня 1881 года был произведён в штабс-капитаны и далее получил чины капитана (15 марта 1888 года), подполковника (26 февраля 1898 года) и полковника (26 ноября 1901 года). В течение 16 лет 10 месяцев командовал в Ширванском полку ротой, почти 8 месяцев командовал батальоном и более года заведовал хозяйством полка.
30 августа 1904 года Лемкуль был назначен командиром 83-го пехотного Самурского полка.
Убит 17 июля 1906 в ходе восстания солдат Самурского полка в Дешлагаре, из списков исключён 12 августа.

## Награды
Среди прочих наград Лемкуль имел ордена:
- Орден Святого Станислава 3-й степени с мечами и бантом (1880 год)
- Орден Святой Анны 3-й степени (1881 год)
- Орден Святого Владимира 4-й степени с мечами и бантом (1881 год)
- Орден Святого Станислава 2-й степени с мечами (1882 год)
- Орден Святого Георгия 4-й степени (26 апреля 1882 года)
- Орден Святой Анны 2-й степени (1893 год)